# Manasseh Maelanga
Manasseh Maelanga, né le 25 mars 1970, est un homme politique salomonais. Vice-Premier ministre à quatre reprises, il a également été chef de l'opposition parlementaire de novembre 2017 à avril 2019.

## Biographie
Il est malaitan et, après son enseignement secondaire, il s'engage dans la Royal Solomon Islands Police Force (en).
Il entre au Parlement national en remportant une élection partielle dans la circonscription de Malaita-est le 27 mars 2008, due à la mort du député et ministre du Service public Joses Sanga. Le Premier ministre Derek Sikua le nomme ministre des Relations avec les Autorités provinciales et ministre de la Consolidation des institutions en mai 2009 ; il succède à ce poste à David Pacha, à l'occasion d'un remaniement ministériel. Conservant son siège de député aux élections législatives de 2010, il est fait vice-Premier ministre et ministre de l'Intérieur par le nouveau Premier ministre Danny Philip. Très largement réélu dans sa circonscription aux élections de 2014, il est élu chef du groupe des députés indépendants, c'est-à-dire des députés qui ne sont membres ni de la majorité parlementaire, ni de l'opposition ; Manasseh Sogavare devient dans le même temps Premier ministre et Jeremiah Manele chef de l'opposition parlementaire.
En octobre 2015 toutefois, il se joint au gouvernement Sogavare, avec les cinq autres députés du groupe des indépendants. Tous sont faits ministres, Manasseh Maelanga étant fait vice-Premier ministre et ministre de l'Intérieur,,. En octobre 2017, il démissionne du gouvernement avec six autres ministres, provoquant la chute du gouvernement Sogavare. Il devient le chef de l'opposition face au nouveau Premier ministre Rick Houenipwela.
Après les élections de 2019, Manasseh Sogavare, redevenu Premier ministre, le nomme vice-Premier ministre et ministre du Développement des infrastructures. Après les élections de 2024, il demeure ministre du Développement des infrastructures, dans le gouvernement du nouveau Premier ministre Jeremiah Manele, mais doit céder le poste de vice-Premier ministre à Bradley Tovosia,,.